# Laminacauda diffusa
Laminacauda diffusa là một loài nhện trong họ Linyphiidae.
Loài này thuộc chi Laminacauda. Laminacauda diffusa được Alfred Frank Millidge miêu tả năm 1985.